# Nicholas Lane
Nicholas "Nick" Lane (ur. 9 czerwca 1970) – nowozelandzki zapaśnik walczący w stylu wolnym. Zajął 23 miejsce na mistrzostwach świata w 2010. Piąty na igrzyskach Wspólnoty Narodów w 2010. Brązowy medalista mistrzostw Oceanii w 1990 roku.